# Arteria collateralis ulnaris inferior

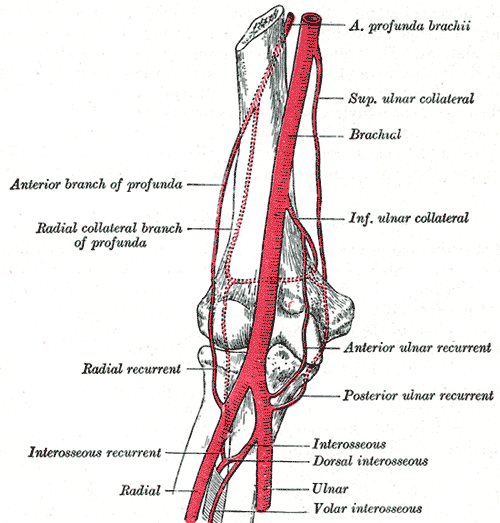
Oberarmarterien des Menschen

Die Arteria collateralis ulnaris inferior („untere, die Elle begleitende Schlagader“) ist eine kleine Schlagader des Arms. Sie entspringt dicht oberhalb des Ellbogengelenks aus der Oberarmarterie. Anschließend verläuft sie über den Musculus brachialis hinweg, zwischen Oberarmknochen und medialem Kopf des Musculus triceps brachii zum Unterarm. Die Arterie endet im Rete articulare cubiti und anastomosiert mit der Arteria recurrens ulnaris und der Arteria collateralis ulnaris superior.